# Víctor Balaguer
Víctor Balaguer i Cirera (Barcellona, 11 dicembre 1824 – Madrid, 14 gennaio 1901) è stato uno scrittore, giornalista e politico spagnolo, tra le figure principali della Renaixença.

## Biografia
Studiò giurisprudenza all'Università di Barcellona e condusse una vita molto agitata, che può sintetizzarsi nella trinità ottocentesca di giornalismo, letteratura e politica. Come giornalista collaborò al Diario de Barcelona (in cui firmava come Julia), formò parte della juventud dorada barcellonese degli anni '40, partecipando alla fondazione di El Catalán (1847) e La Corona de Aragón (1854), da cui si separa dopo per creare, seguendo gli impulsi del catalanismo storico, El Conseller (1857) insieme a Lluis Cutchet.
Nel suo lavoro di scrittore utilizzò sia il catalano che lo spagnolo e la sua opera lirica catalana è raccolta in El Trobador de Montserrat (1861), che fu lo pseudonimo utilizzato quandò pubblicò la sua prima poesia nel 1857, e in Esperances i records (1866), che abbraccia i temi religiosi e amorosi, questi ultimi di ardente sensualismo romantico, che fanno pensare al modernismo alla Darío o alla Rueda.
Tuttavia, è la sua Oda a la Verge de Montserrat, probabilmente la miglior delle sue composizioni liriche, piena di devozione e che evidenzia la personalità del suo autore. I suoi versi “Ta grandesa, Senyora, no repare/ Si avui te parla en català ma veu” sintetizzano, secondo Joan Maragall, tutto il valore profondo della Renaixença, che tanta spinta avrebbe ricevuto dall'attività balagueriana. In effetti, Balaguer fu un deciso promulgatore dei Giochi floreali, sia in Catalogna che fuori di essa.
Per il tono delle sue poesie, Balaguer fa pensare immediatamente a Zorrilla. Come lui si diletta nei temi regionali o nazionali: Lo Cap de N'Armengol, Les quatre pals de sang, Los voluntaris catalans (1860), e in spagnolo Don Juan de Serrallonga (1858), tema già trattato dai drammaturghi classici, Wifredo el Velloso, in collaborazione con Juan de Alba, Don Enrique el Dadivoso y Juan de Padilla.
Probabilmente però la sua importanza è più come autore tragico con opere che anticipano quelle di Àngel Guimerà. Queste Tragedies (1876) scritte in un catalano incorretto, ma vigoroso, enfatico e altisonante, sono in verso e furono tradotte da lui stesso alla prosa castigliana. La maggior parte di queste ricreano ambienti classici: La Mort d'Anibal, Coriolà, L'ombra de Cessar, Lo festí de Tibullus, La Mort de Neró, Saffo – in cui si sofferma sulla morte della poetessa -; se non sono di argomento originale, hanno un complemento storico ed erudito. La tragedia di Llívia risale ai tempi di Munuza, durante la dominazione araba. L'ultima hora de Colon e Lo guant del degollat, riflettono, la prima, un noto episodio della storia spagnola, la seconda, un altro meno conosciuto di quella aragonese. Les Esponsalles de la Morta ricrea il tema di Romeo e Giulietta, mentre Lo Comte de Foix e la sua seconda parte Raig de Lluna, trattano sulle conseguenze della battaglia di Muret, tema molto caro all'autore.
Già si è parlato dell'influenza di Zorrilla, soprattutto nell'elezione dei temi e allo scorrevole svolgimento in verso retorico. Per questo cammino del Romanticismo, si scontra, inevitabilmente, con il ricordo di altri autori. Tra gli spagnoli, Quintana, e tra gli stranieri, Lamartine, Schiller e Walter Scott, tutto pervaso di storicismo nazionalista. La poesia di Balaguer, da una parte, implica sfrenatezza e entusiasmo e dall'altra una personalità debole e aperta a diverse influenze. Mentre che per la critica moderna catalana, il ruolo più importante di Balaguer radica in questo entusiasmo nella promozione culturale catalana, per un'altra, più classica, il suo valore poggia in El Trovador de Montserrat, che è “tutto Balaguer” (Maragall).
Questa attitudine romantica appare con più trasparenza nelle sue Obras históricas y críticas, Los frailes y sus conventos (1851), La Historia de Cataluña (1860-63) e Historia política y literaria de los trovadores (1878-79).
Nel 1892, Balaguer riprese il tema sviluppato nelle Naves Tragedies (le già menzionate Comte de Foix e Raig de Lluna) che, insieme a La jornada de Panissars, costituirono la trilogia Los Pirineus, la più ambiziosa di tutte le sue opere. Felipe Pedrell compose un'opera di titolo analogo, il cui prologo si celebrò a Venezia nel 1897, e intera nel Liceo di Barcellona nel 1902.
L'attività politica di Balaguer comincia nel 1854 e rappresenta gli interessi degli industriali catalani, come progressista. Come corrispondente di El Telégrafo assiste alle campagne di liberazione d'Italia (1859) e compone un poema sulla libertà che stanno conquistando gli italiani (Eridana). Mis recuerdos de Italia, pubblicato probabilmente nel 1870, aggiungono a queste esperienze quelle del suo viaggio ufficiale come deputato, in quel anno, per offrire la corona ad Amedeo di Savoia. Emigrato in Francia nel 1866, è più tardi deputato nelle Costituenti del 1869 per Vilanova i la Geltrú, diventando governatore e diverse volte ministro, anche durante la Restaurazione, esercitando i Ministeri della Marina (allora Ultramar, dipartimento ministeriale incaricato della direzione delle colonie spagnole) e delle Infrastrutture e Trasporti. Si preoccupò delle Filippine, dei suoi problemi etnografici e del suo progresso tecnico, lasciando in tutti i suoi incarichi pubblici fama di amministratore integerrimo. Balaguer proclamò sé stesso “regionalista della patria, non della setta”. Interpretò, nello stile del suo tempo, la generosa attività di “uomo di lettere”.
Nel 1863 propone la nuova toponimia delle strade del Eixample di Barcellona. Nel 1884 fonda la Biblioteca Museo Victor Balaguer, che donò alla città di Villanueva y Geltrú. Dall'anno della fondazione, c'è un importante deposito di opere del Museo del Prado, che si rinnova periodicamente.
Fu membro della Massoneria e membro onorario della Reale Accademia Spagnola e della Reale Accademia della Storia.